# 施瓦德格拉本河 (埃爾巴赫河支流)
49°10′59″N 10°49′41″E / 49.18294°N 10.82793°E
施瓦德格拉本河是德國的河流，位於該國東南部，由巴伐利亞負責管轄，屬於埃爾巴赫河的右支流，河道全長1.6公里，流域面積2平方公里。